# Cable Car di San Francisco
I Cable Car di San Francisco (in inglese San Francisco Cable Car System, IPA: [sæn frənˈsɪskoʊ ˈkeɪbəl kɑr ˈsɪstəm]) sono la rete tranviaria a trazione funicolare che serve la città di San Francisco, ultima rete al mondo del suo genere.
La rete, considerata un'icona della città al pari del Golden Gate Bridge e di Alcatraz, è gestita dalla Muni e trasporta annualmente più di 6 milioni di persone, molte delle quali sono turisti. Delle 23 linee attivate tra il 1873 e il 1890, ne sopravvivono oggi soltanto tre, due collegano Union Square con il quartiere di Fisherman's Wharf mentre la terza si snoda lungo California Street. Nel 1966, la rete è stata inserita nel National Register of Historic Places.